# Niszczyciele typu Sauro
Niszczyciele typu Sauro – typ włoskich niszczycieli zbudowanych w drugiej połowie lat 20. XX wieku dla Regia Marina, będący rozwinięciem typu Sella, wyposażoną w większą liczbę wyrzutni torped i przebudowaną nadbudówkę.
Okręty otrzymały imiona włoskich patriotów.
Wszystkie okręty tego typu służyły w 3. Dywizjonie Niszczycieli Włoskiej Flotylli Morza Czerwonego i zostały zatopione podczas kampanii 1941 roku.

## Lista okrętów
- "Nazario Sauro" – zbudowany 23 września 1926 r., zatopiony przez RAF 3 kwietnia 1941
- „Francesco Nullo”(inne języki) – zbudowany 15 kwietnia 1927 r., wyrzucony na brzeg 20 listopada podczas bitwy z brytyjskim niszczycielem HMS "Kimberly", zatopiony 22 listopada 1940 przez RAF
- "Cesare Battisti" – zbudowany 13 kwietnia 1927 r., zatopiony przez załogę 3 kwietnia 1941
- "Daniele Manin" – zbudowany 1 marca 1927 r., zatopiony przez RAF 3 kwietnia 1941